# Soundtrack
Een soundtrack is de muziek van een film, tv-serie of computerspel. In het geval van filmmuziek wordt het muziekalbum vaak uitgegeven in dezelfde periode als waarin de betreffende film in première gaat. Soms staan op zo'n soundtrack ook een of twee nummers die een hit worden en zo extra reclame voor de film of het spel maken.
Oorspronkelijk was de soundtrack het geluidsspoor van een film, met de dialogen, de achtergrondgeluiden, de geluidseffecten en de filmmuziek.

## Bekende soundtracks
| Soundtrack:                                                                              | Met de hit(s): |
| ---------------------------------------------------------------------------------------- | --- |
| 1492: Conquest of Paradise van Vangelis                                                  | Conquest of Paradise van Vangelis |
| Avatar van James Horner                                                                  | |
| Back to the Future-trilogie van Alan Silvestri en andere artiesten                       | The Power of Love van Huey Lewis and the News |
| Batman van Prince en Danny Elfman                                                        | Batdance, Partyman en The Future van Prince |
| Beauty and the Beast van diverse artiesten                                               | Beauty and the Beast van Céline Dion en Peabo Bryson |
| Beverly Hills Cop van diverse artiesten                                                  | Axel F van Harold Faltermeyer The Heat Is On van Glenn Frey                                                                                                   |
| The Bodyguard van Whitney Houston en andere artiesten                                    | I Will Always Love You, I'm Every Woman en I Have Nothing van Whitney Houston                                                                                 |
| Bohemian Rhapsody van Queen                                                              | |
| Chariots of Fire van Vangelis                                                            | Chariots of Fire van Vangelis |
| The Dark Knight trilogie van Hans Zimmer en James Newton Howard                          | |
| Despicable Me trilogie van Heitor Pereira en Pharrell Williams                           | Happy van Pharrell Williams |
| Dirty Dancing van diverse artiesten                                                      | (I've Had) The Time of My Life van Bill Medley en Jennifer Warnes She's Like the Wind van Patrick Swayze Hungry Eyes van Eric Carmen                          |
| Dune van Toto                                                                            | |
| E.T. the Extra-Terrestrial van John Williams                                             | |
| Evita van Andrew Lloyd Webber en andere artiesten                                        | Don't Cry for Me Argentina van Madonna |
| Le Fabuleux Destin d'Amélie Poulain van Yann Tiersen                                     | |
| Fame van diverse artiesten                                                               | Fame van Irene Cara |
| Furious 7 van diverse artiesten                                                          | See You Again van Wiz Khalifa en Charlie Puth |
| Fifty Shades of Grey van diverse artiesten                                               | Love Me like You Do van Ellie Goulding |
| Flash Gordon van Queen                                                                   | Flash van Queen |
| Flashdance van diverse artiesten                                                         | Flashdance... What a Feeling van Irene Cara Maniac van Michael Sembello                                                                                       |
| Frozen van Christophe Beck en andere artiesten                                           | Let It Go van Demi Lovato |
| Gladiator van Hans Zimmer en Lisa Gerrard                                                | Now We Are Free van Hans Zimmer en Lisa Gerrard |
| Grease van diverse artiesten                                                             | You're the One That I Want en Summer Nights van John Travolta en Olivia Newton-John Grease van Frankie Valli Hopelessly Devoted to You van Olivia Newton-John |
| Harry Potter-reeks van John Williams, Patrick Doyle, Nicolas Hooper en Alexandre Desplat | |
| Highlander van Michael Kamen en Queen                                                    | Who Wants to Live Forever van Queen |
| The Hobbit trilogie van Howard Shore                                                     | |
| The Hunger Games reeks van diverse artiesten                                             | Atlas van Coldplay |
| Intouchables van Ludovico Einaudi en andere artiesten                                    | |
| James Bond-reeks van diverse artiesten                                                   | James Bond Theme van Monty Norman en John Barry |
| Jesus Christ Superstar van Andrew Lloyd Webber                                           | Superstar van Murray Head with the Trinidad Singers |
| Jurassic Park van John Williams                                                          | |
| The Lion King van Elton John en Hans Zimmer                                              | Can You Feel the Love Tonight en Circle of Life van Elton John                                                                                                |
| The Lord of the Rings trilogie van Howard Shore                                          | |
| The Matrix van diverse artiesten                                                         | |
| Merry Christmas, Mr. Lawrence van Ryuichi Sakamoto                                       | Forbidden Colours van David Sylvian en Ryuichi Sakamoto |
| Miami Vice trilogie van diverse artiesten                                                | Miami Vice Theme en Crockett's Theme van Jan Hammer |
| Mission: Impossible reeks van diverse artiesten                                          | Theme from Mission: Impossible van Larry Mullen jr. en Adam Clayton Take a Look Around van Limp Bizkit                                                        |
| Notting Hill van diverse artiesten                                                       | When You Say Nothing at All van Ronan Keating |
| Once Upon a Time in the West van Ennio Morricone                                         | Once Upon a Time in the West van Ennio Morricone |
| Pirates of the Caribbean reeks van Hans Zimmer                                           | He's a Pirate van Tiësto |
| Purple Rain van Prince                                                                   | When Doves Cry en Purple Rain van Prince and The Revolution                                                                                                   |
| Robin Hood: Prince of Thieves van Michael Kamen                                          | (Everything I Do) I Do It for You van Bryan Adams |
| Rocky reeks van Bill Conti                                                               | Gonna Fly Now van Bill Conti Eye of the Tiger en Burning heart van Survivor                                                                                   |
| Saturday Night Fever van de Bee Gees en andere artiesten                                 | Stayin' Alive, Night Fever en How Deep Is Your Love van de Bee Gees If I Can't Have You van Yvonne Elliman                                                    |
| Schindler's List van John Williams                                                       | |
| Star Wars reeks van John Williams                                                        | |
| Suicide Squad van diverse artiesten                                                      | Heathens van Twenty One Pilots |
| Titanic van James Horner                                                                 | My Heart Will Go On van Céline Dion |
| Tommy van The Who                                                                        | Overture van The Who |
| Tron: Legacy van Daft Punk                                                               | Derezzed van Daft Punk |
| Twin Peaks van Angelo Badalamenti                                                        | Falling van Julee Cruise |
| Watership Down van Angela Morley                                                         | Bright Eyes van Art Garfunkel |
| West Side Story van Leonard Bernstein                                                    | Somewhere van Leonard Bernstein en Stephen Sondheim |
| Xanadu van Olivia Newton-John en Electric Light Orchestra                                | Xanadu van Olivia Newton-John en Electric Light Orchestra All Over the World van Electric Light Orchestra Magic van Olivia Newton-John                        |

- Gemeinsame Normdatei: 4017129-2